# Les Alliés
Les Alliés è un comune francese di 112 abitanti situato nel dipartimento del Doubs nella regione della Borgogna-Franca Contea.

La cittadina è uno degli 11 comuni che formano la Micronazione di Saugeais.

## Società

### Evoluzione demografica

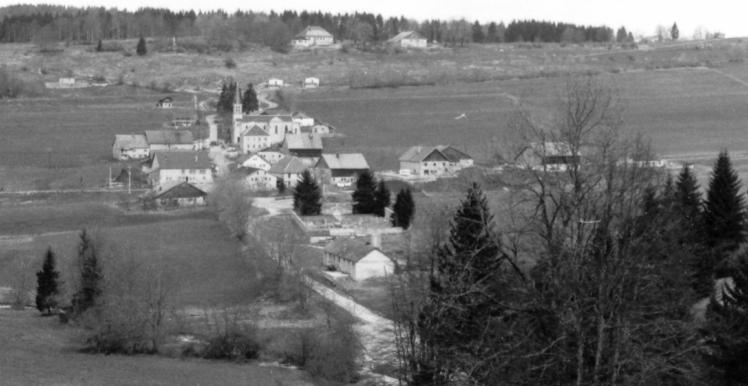
L'abitato negli anni settanta

Abitanti censiti